# Bulbophyllum flavidiflorum
Bulbophyllum flavidiflorum là một loài phong lan thuộc chi Bulbophyllum.